# スクラップ学園
『スクラップ学園』（スクラップがくえん）は、吾妻ひでおの学園ギャグ漫画作品。『プレイコミック』（秋田書店）1980年（昭和55年）1月24日号から1983年（昭和58年）4月28日号まで連載された。全79話。
「不明朗不健康フリー煮込みの学園ギャグ」と銘打たれた、吾妻の代表作の一つ。やる気がなくわがままでマイペースな女子高生、ミャアちゃんこと猫山美亜の奇想天外な日常生活を描いた作品である。
吾妻によれば、連載直前に「「スクラップ学園」という、どうにでも展開しそうなタイトルと、やる気のないかわいい女の子を主人公にしようとだけ決めて描き始め」た作品であり、連載しているうちに「この漫画は異常な出来事が起こる世界、その事象にミャアちゃんがツッコミを入れるパターンなのだなと気付いた」という。
吾妻は、自作の中で最も気に入っている作品として本作を挙げている。

## 登場人物
猫山美亜（ねこやま みあ）
通称ミャアちゃん。本作の主人公。すくらっぷ学園高校の生徒。所属クラスは2年B組。住所は東京都犬猫区みみず町3-5、のち、おけら町1-2-3。学校には実家から通っている。身長150センチメートル、体重45キログラム、B・W・H少々。誕生日は4月26日。髪型は茶髪のポニーテール。わざとゴムをゆるませたソックスを履いている。
徹頭徹尾無気力で面倒くさがりな一方、気が強くわがまま、かつ、欲張りで食いしん坊。自由奔放かつマイペースで、多少の異常事態には動じない。自己中心的で他人への関心が薄く、恋愛感情を見せることもない。一方で、突っ込み役に回れる程度には常識を持ち合わせてもいる。
嫌いなものはスポーツ（観戦すら嫌い）、寒さ、アスパラガス、詩、ロマコメ、軟弱な男、『ミンキーモモ』をビデオに撮っている男。好きなものは悪い廻船問屋が出てくる時代劇。好きなタイプは奢ってくれる男。幼いころに祖父が決めたいいなずけに、八百屋の良男（45歳）、野良猫、崩れかけの壁、冥界の番犬ケルベロス（後3者は比喩ではなく文字通り）がいる。
中島（なかじま）
ミャアちゃんのクラスメイト。常に眼鏡をかけている。美男子であり、学校一の秀才にして完全主義者、実家は金持ち、女の子には親切、という一見すると非の打ちどころのない好青年だが、性格はつかみどころがない。ミャアちゃん以上に物事に動じることがなく、いかなるときも目の表情が変わらない。特技は降霊術。ミャアちゃんとしばしばデートしているが、恋愛感情があるかどうかは不明。
モデルは漫画家の中島史雄とする説がある。
先生
ミャアちゃんたちのクラスの担任教師。男性。既婚。基本的に常識人。ずんぐりむっくりとした体形。
モデルは、『Peke』（みのり書房）・『少女アリス』（アリス出版）の編集者であった川本耕次。
吾妻ひでお
作者本人。多くの吾妻作品の例にもれず、たびたび作中に登場する。
不気味くん
吾妻ひでお三大異常キャラクターの一人（初出は『ゴタゴタマンション』）。「暗い青春の会」を主催している。うつろな目と大きなマスク、ボサボサの髪が特徴。暗く無気力な性格で、その場にいるだけで周囲の空気を隠隠滅滅としたものにしてしまう。
医者役で登場したこともある。
のた魚
吾妻ひでおのスターシステムのキャラクターの一つで（初出は『ひでお童話集』）、うつろな目と巨大なたらこ唇が特徴的な、おそらく魚と思われる生物。常に無気力で海を漂っているが、陸地でも生きられる。身体は鱗だけで出来ており、食べるところがない。作中ではのた魚に「進化」した学生たち（第22話「脱皮の季節」）、のた魚の海底牧場を作ろうとする男（第39話「クラークは偉かった」）などが登場する。

## 用語
すくらっぷ学園高校
表記は「巣倉腐学園」とも。ミャアちゃんたちが通う高校。制服は、男子は詰襟の学生服、女子はブレザー。ミャアちゃんたちの担任は比較的まともだが、他の教師は、アル中で生首の幻覚が見えるスクールカウンセラー（第4話「なるほど これがアル中さん」）、生徒指導そっちのけで奇行を続けたあげくに三月ウサギに取りつかれる倫社の月見先生（第6話「あはっ 三月ウサギ」）、教室や生徒と文字通り同化している「秘密の花園教室」の井戸先生（第76話「かわいいもの・寄生虫」）など、異常な人材がそろっている。また校舎も異常で、勝手に夏休みをとって故郷に帰ってしまったあげく、2学期に遅刻したりしている（第16話「授業って感動の連続よ」）。

## サブタイトル一覧
1. も〜疲れるわね〜〈1980年1月24日号〉
2. あたし寒いのってやなの〈1980年2月14日号〉
3. 妖精だってしちゃうもん〈1980年2月28日号〉
4. なるほど これがアル中さん〈1980年3月13日号〉
5. くだらなクラブ〈1980年3月27日号〉
6. あはっ 三月ウサギ〈1980年4月10日号〉
7. 宴会おじさん努力よ!〈1980年4月24日号〉
8. わーい根茎〈1980年5月8日号〉
9. おたく幸運のカメウサギ?〈1980年5月22日号〉
10. 図書室ってやっぱ勉強になるわ〈1980年6月12日号〉
11. 自販機さんもごくろうさん〈1980年6月26日号〉
12. く くら〜〈1980年7月10日号〉
13. さまよってるなー〈1980年7月24日号〉
14. なるほど これがエコロジー〈1980年8月14日号〉
15. ほらほら異常気象〈1980年8月28日号〉
16. 授業って感動の連続よ〈1980年9月11日号〉
17. 天災! うーむ うっとーしい〈1980年9月25日号〉
18. パトスってふんでも死なないのよね〈1980年10月9日号〉
19. あーもーやだなー体育祭〈1980年10月23日号〉
20. 謹厳実直ケンタウロス〈1980年11月13日号〉
21. 聞かせてよ くぬやろの歌〈1980年11月27日号〉
22. 脱皮の季節〈1980年12月11日号〉
23. 忘年会にはブラックホール〈1980年12月25日号〉
24. 神様お願い〈1981年1月8日号〉
25. 中島くんとスケートに〈1981年1月22日号〉
26. 伝統のおでん屋さん〈1981年2月12日号〉
27. “チョコマネ”バレンタイン〈1981年2月26日号〉
28. とっても健全ノーパンツ〈1981年3月12日号〉
29. 春はどこから?〈1981年3月26日号〉
30. ちょっと非行化〈1981年4月9日号〉
31. 野球部おーおーそかそか〈1981年4月23日号〉
32. 病気もんばっかり〈1981年5月14日号〉
33. 無気力は強い!〈1981年5月28日号〉
34. 気らくなペット〈1981年6月11日号〉
35. 雨の日〈1981年6月25日号〉
36. 今宵も進む増殖パーティー〈1981年7月9日号〉
37. お弁当大好き〈1981年7月23日号〉
38. ぐーたらキャンプ〈1981年8月13日号〉
39. クラークは偉かった〈1981年8月27日号〉
40. いわくの魔人〈1981年9月10日号〉
41. アウトドアがナウイぜ!〈1981年9月24日号〉
42. ひさしぶり銭湯さん〈1981年10月8日号〉
43. ミャアちゃん官能写真集 出版記念パーティーの夜はふけて〈1981年10月22日号〉
44. がんばれおモチ〈1981年11月12日号〉
45. 必殺勧誘員!〈1981年11月26日号〉
46. 開かずのロッカー〈1981年12月10日号〉
47. そら出たサンタ〈1981年12月24日号〉
48. ぶりっこ風邪さんですう〈1982年1月14日号〉
49. みんなで映画〈1982年1月28日号〉
50. ウサギを殺してはいけない〈1982年2月10日号〉
51. ドキュメンタリー美亜〈1982年2月25日号〉
52. がんばれ! ワンダーガール普及委員〈1982年3月11日号〉
53. 春のバク〈1982年3月25日号〉
54. いじ悪じーさんザックザク〈1982年4月8日号〉
55. 飛んでけ歯痛〈1982年4月22日号〉
56. スペース・ゴールデンウイーク〈1982年5月13日号〉
57. 暗い流れ〈1982年5月27日号〉
58. おじさん乾燥〈1982年6月10日号〉
59. とても健康ジャズダンス〈1982年6月24日号〉
60. 人魂を大切に〈1982年7月8日号〉
61. ペットとプール〈1982年7月22日号〉
62. 寝苦しい夜〈1982年8月12日号〉
63. 花輪和一の世界だなー〈1982年8月26日号〉
64. 夏バテカミナリ〈1982年9月9日号〉
65. 24時間やってます〈1982年9月23日号〉
66. 今日もバイオテクノロジー〈1982年10月14日号〉
67. 長い歴史のコスチュームショー〈1982年10月28日号〉
68. とにかくテニス〈1982年11月11日号〉
69. 朝市で小人3点セットを買う〈1982年11月25日号〉
70. コタツ王国〈1982年12月9日号〉
71. 焚火インヘルノ〈1982年12月23日号〉
72. 注文の多い兎鮨〈1983年1月13日号〉
73. 煩悩温泉〈1983年1月27日号〉
74. 芸者わるつ〈1983年2月10日号〉
75. 氷の世界は冷たい〈1983年2月24日号〉
76. かわいいもの・寄生虫〈1983年3月10日号〉
77. シンデレラ・ゲシュタルト〈1983年3月24日号〉
78. ヒコタマ・デンジャラス〈1983年4月14日号〉
79. じゃあ、またね〈1983年4月28日号〉

## ミャアちゃん官能写真集
『ミャアちゃん官能写真集』は、1981年に吾妻が発行した同人誌で、ミャアちゃんのイラスト集である。題名の通り、アイドルの写真集を模した体裁をとっている。略称『ミャア官』。
第10話「図書室ってやっぱ勉強になるわ」（1980年6月12日号掲載）で、図書室の蔵書量を自慢する図書委員に対し、ミャアちゃんが、蔵書中にあるはずのない（そもそも実在しないはずの）本の題名として『ミャアちゃん官能写真集』を挙げる場面がある。作中では、本を異常なほど愛する図書委員への恩返しとして、図書室自身が生み出してしまう。
最初の単行本刊行（1981年1月刊）の際、吾妻がギャグのつもりで「ミャアちゃん官能写真集 第一巻 好評発売中!」というニセ広告を入れたところ、周囲からのプレッシャーで本当に作ることになってしまった。1981年8月、同人誌として『ミャアちゃん官能写真集 第1巻』（part. 1）が制作され、コミックマーケット18で頒布された。1600部を印刷し、1人1冊限定で頒布したが、人気のためにパニック状態となり、頒布が終わるまでに6時間丸々かかったという。また頒価は1部200円であったが、頒布の翌年には、古書店で5000円から1万円もの高値がついていたという。吾妻が中心となって発行していた同人誌『シベール』（1979年 - 1981年）とともに、初期の男性向け同人誌の歴史を語る上で欠かせない存在といわれる。架空のキャラクターを実在の人物であるかのように扱った書籍、というコンセプトは1981年当時としては珍しいものであり、大塚英志は、今日でいうバーチャル・アイドルの先駆けとしている。なお本書の後、吾妻は2001年まで同人誌の制作から遠ざかっている。
さらに連載終了後、1983年7月に『ミャアちゃん♡（ラブ）ワールド』（秋田書店）が刊行された際に、『ミャアちゃん官能写真集 part. 3』が描き下ろされている。『part. 2』でないのは、『part. 1』で「ミャアちゃん官能写真集の2巻とかミャアちゃん官能写真集ポルノ編とかは出ません」と明言してしまったためである。『part. 3』には、「アシスタント・スタッフ」として、風野朱美、早坂未紀、このま和歩、うのまさみ、計奈恵、沖由佳雄、みぞろぎ孝の名が挙げられている。
『part. 1』は『ミニティー夜夢』（秋田書店、1984年）、復刊ドットコム版『スクラップ学園［上］』（2018年）に収録。また『part. 3』は復刊ドットコム版『スクラップ学園［下］』（2018年）に収録。

## 備考
ミャアちゃんの履いているゴムのゆるんだソックスは、1990年代のルーズソックス・ブーム以後、しばしばその先駆例として取り上げられている。吾妻自身は、「ルーズソックスの元祖は大島弓子さんのチビ猫、本家が私の猫山美亜である」と主張している。須和野チビ猫が初登場した『綿の国星』は『LaLa』1978年5月号掲載で、『スクラップ学園』より2年早い。
第11話「自販機さんもご苦労さん」（1980年6月26日号掲載）では自販機本、第18話「パトスってふんでも死なないのよね」（1980年10月9日号掲載）では同人誌即売会が登場する。

## 連載終了後の展開
吾妻は、「ななことミャアちゃんは、キャラクターとして死んでないというか、今でも自分の中で生きている」、「私の頭の中ではミャアちゃんの世界は生きていて、毎日相変わらずドタバタやっているので、いつでも続編を描く準備はできているわけです」と語っている。吾妻が長いスランプとアルコール依存症による入院から復帰した2001年以降、同人誌『産直あづまマガジン』で続編が執筆された。
- 2001 4コマ篇（『産直あづまマガジン』第1号、2001年7月。復刊ドットコム版『スクラップ学園［下］』に再録）
- シークレット・フィルム（第3号、2003年7月。『ドラゴンHG』の没原稿。復刊ドットコム版『スクラップ学園［下］』に再録）
- グリーンディステニー篇（第4号、2004年7月。復刊ドットコム版『スクラップ学園［下］』に再録）
- ラッキー・ビー（第5号、2016年7月）

また、2002年には『ドラゴンHG』（富士見書房）に3本が執筆されている。
- 午後の風船（『ドラゴンHG』Vol. 4, 2002年6月）
- 海辺のマグリット（Vol. 5, 2002年8月）
- ガラクタ強化防護服（パワードスーツ）（Vol. 6, 2002年11月）

さらに2016年12月のコミックマーケット91では、パラパラ漫画『ミャアちゃんとお風呂』が頒布された。吾妻が2019年に死去したため、これが最後の作品となった。

## 単行本
- 『スクラップ学園』（全3巻）秋田書店〈秋田漫画文庫〉、1981年 - 1983年。 - 連載末期の10編が未収録。
- 『ミャアちゃん♡（ラブ）ワールド 吾妻ひでおイラスト集』秋田書店、1983年。 - 秋田漫画文庫版の未収録作品10編、『ミャアちゃん官能写真集 part. 3』を収録。
- 『スクラップ学園』（全3巻）秋田書店〈プレイコミックシリーズスペシャル〉、1986年。 - 『プレイコミック』の連載全編を収録しているが、収録順が連載時とは異なっている。
- 『スクラップ学園 天真爛漫編』秋田書店〈AKITA TOP COMICS〉2006年 - コンビニコミック。選集。
- 『スクラップ学園』（全2巻）復刊ドットコム〈吾妻ひでおベストワークス〉、2018年。 - 『プレイコミック』の連載全編を初めて連載順に収録、『ミャアちゃん官能写真集』（上巻に part. 1、下巻に part. 3）、同人誌に発表された3編を収録。